# 플럼토마토
플럼토마토(영어: plum tomato)는 가공용 토마토로, 통조림이나 토마토 소스, 토마토 페이스트 등을 만드는 데 쓴다. 보통 길쭉한 모양에 씨방이 작고 수분 함량이 적어 단단하다. 주로 카탈루냐의 지로나 주에서 재배되며, 로마토마토나 산마르차노토마토 등이 대표적인 품종이다.

## 같이 보기
- 토마토
- 방울토마토
- 송이토마토